# Phoenix pusilla
Phoenix pusilla là loài thực vật có hoa thuộc họ Arecaceae. Loài này được Gaertn. miêu tả khoa học đầu tiên năm 1788.